# 241090 Nemet
241090 Nemet este un asteroid din centura principală de asteroizi.

## Descriere
241090 Nemet este un asteroid din centura principală de asteroizi. A fost descoperit pe 23 octombrie 2006 la Mauna Kea de David D. Balam. Asteroidul prezintă o orbită caracterizată de o semiaxă mare de 3,05 ua, o excentricitate de 0,18 și o înclinație de 12,2° în raport cu ecliptica.